# X ファクター
『X ファクター』(The X Factor)は、アイアン・メイデンの10枚目のスタジオアルバム。日本では1995年10月25日に発売された。
本作からブルース・ディッキンソン(vo)の後任としてブレイズ・ベイリー(vo)が参入。制作当時はハリスがプログレッシヴ・ロックに傾倒していた影響で、複雑な展開や長尺でドラマチックさを強調した楽曲が多い。「マン・オン・ジ・エッジ」の歌詞は、映画『フォーリング・ダウン』にインスピレーションを得て作った、とハリスは公言している。

## 収録曲
1. サイン・オブ・ザ・クロス - Sign Of The Cross [11:17]
2. ロード・オブ・ザ・フライズ - Lord Of The Flies [5:03]
3. マン・オン・ジ・エッジ - Man On the Edge [4:13]
4. フォーチュンズ・オブ・ウォー - Fortunes Of War [7:23]
5. ルック・フォー・ザ・トゥルース - Look For The Truth [5:10]
6. ジ・アフターマス - The Aftermath [6:20]
7. ジャッジメント・オブ・ヘヴン - Judgement Of Heaven [5:12]
8. ブラッド・オン・ザ・ワールズ・ハンズ - Blood On The World's Hands [5:57]
9. ジ・エッジ・オブ・ダークネス - The Edge Of Darkness [6:39]
10. 2AM - 2 A.M.[5:37]
11. ジ・アンビリーヴァー - The Unbeliever [8:10]

■初回限定ボーナスCD
1. ジャスティス・オブ・ザ・ピース - Justice Of The Peace [3:34]
2. アイ・ライブ・マイ・ウェイ - I Live My Way [3:48]
3. ジャッジメント・デイ - Judgment Day [4:02]

## 参加ミュージシャン
- スティーヴ・ハリス  Steve Harris - ベース、ヴォーカル
- ブレイズ・ベイリー  Blaze Bayley - リード・ヴォーカル
- デイヴ・マーレイ  Dave Murray - ギター
- ヤニック・ガーズ  Janick gers - ギター
- ニコ・マクブレイン  Nicko McBrain - ドラムス